# 中原杏
中原 杏（なかはら あん、2月8日 - ）は、日本の少女漫画家。岡山県出身。血液型はO型。小学館の『ちゃお』にて執筆中。

## 来歴
2000年、『ちゃおデラックス』（小学館）に掲載された「スイートレッスン」でデビュー。
2004年、『ちゃお』3月号にて『きらりん☆レボリューション』の連載開始。同作品は2006年から2009年までテレビ東京系列にてテレビアニメが放送され、ヒット作となる。第52回（平成18年）小学館漫画賞を受賞。
2013年、『ちゃお』9月号の付録DVDにて『にじいろ☆プリズムガール』がアニメ化。
2016年、自身のTwitterで出産を報告。

## 作品リスト

### 連載作品
- すき♥すき♥だいすきっ（『ちゃお』2002年4月号 - 6月号[8]）
- てれぱり♥きっす（『ちゃお』2002年11月号 - 2003年1月号[9]）
- いじわるらぶ♥デビル（『ちゃお』2003年3月号 - 8月号[10]）
- オトナになるもん!（『ちゃお』2003年11月号 - 2004年1月号[11][注 1]）
- きらりん☆レボリューション（『ちゃお』2004年3月号 - 2009年6月号[12][注 1]）
- くるるんっ☆りえるチェンジ!（『ちゃお』2009年9月号 - 2010年7月号[13]）
- にじいろ☆プリズムガール（2010年10月号 - 2014年1月号[14]）
- 恋して!るなKISS（『ちゃお』2014年4月号[15] - 2018年1月号）
- ひかりオンステージ！（『ちゃお』2018年4月号 - 2020年6月号）
- はるお嬢さま、恋のお時間です!（『ちゃお』2020年9月号 - 2021年5月号）
- この恋が、罪だとしても（『ちゃおデラックス』2022年1月号 - 連載中）

### 読み切り作品
- スイートレッスン（『ちゃおデラックス』2001年冬の増刊号） - デビュー作
- 恋のレンズの向こうがわ（『ちゃおデラックス』2001年春の増刊号）
- 恋する吸血鬼（『ちゃおデラックス』2001年初夏の増刊号）
- お願いキューピッド（『ちゃおデラックス』2001年夏の増刊号）
- 恋のおくすり（『ちゃお』2001年10月号）
- オトナになるまで待っててね（『ちゃおデラックス』2001年秋の増刊号）
- スイートCATぱにっく（『ちゃお』2002年2月号）
- も〜っと すき♥すき♥だいすきっ（『ちゃお』2002年8月号）
- も〜っと も〜っと すき♥すき♥だいすきっ（『ChuChu』2002年夏号）
- ず〜っと すき♥すき♥だいすきっ（『ちゃおデラックス』2002年秋の増刊号）
- 純情キラリン★ガール（『ChuChu』2003年夏号）
- なーさん クエスト（『ちゃお』2007年4月号）
- ピンク王子とゆううつ姫（『ちゃお』2007年10月号）
- 桃色少年♡Kiss（『ChuChu』2009年5月号）
- 夏ラブ♥小悪魔ミッション（『ちゃおデラックス』2010年夏の増刊号）
- きらりん☆レボリューション 久住小春ちゃんSPECIALインタビューレポ（『ちゃおコミ』2021年12月28日[16]）

## 刊行作品
- すき♥すき♥だいすきっ（全1巻）
- ず〜っと すき♥すき♥だいすきっ（全1巻）
- てれぱり♥きっす（全1巻）
- いじわる♥らぶデビル（全1巻）
- オトナになるもん!（全1巻）
- きらりん☆レボリューション（全14巻）
- きらりん★レボリューション 特別編（全6巻、著:池田多恵子）
- くるるんっ☆りえるチェンジ!（全2巻）
- にじいろ☆プリズムガール（全7巻）
- 恋して!るなKISS（全7巻）
- ひかりオンステージ！（全5巻）
- はるお嬢さま、恋のお時間です!（全2巻）
- この恋が、罪だとしても（既刊5巻）

### オムニバス作品
- ココロ♥あみ→ご ウチらのキズナ
- ココロ♥あみ→ご よつばのハート
- キミに逢えた奇跡〜泣ける…恋物語〜
- ココロ♥あみ→ご 初めての両想い
- プリンきら★モード ず〜っと親友!!

### 絵本
- きらりん★レボリューション おはなしシリーズ（全7巻、構成:天野雅栄）